# Station Het Loo
Station Het Loo (telegrafische code: Lo) is een voormalig treinstation aan de spoorlijn Apeldoorn - Zwolle, destijds aangelegd en geëxploiteerd door de Koninklijke Nederlandsche Locaalspoorweg-Maatschappij (KNLS). Het station lag aan de noordwestelijke rand van de stad Apeldoorn nabij Paleis Het Loo en het kroondomein Het Loo.
Station Het Loo lag aan de doorgaande spoorlijn en was voor de gewone burgers. De spoorlijn, ook wel Baronnenlijn genoemd, was een aftakking van de in 1876 geopende en pal voor het paleis eindigende Loolijn, die in opdracht van koning Willem III was aangelegd. Aan de Baronnenlijn werd station Het Loo voorafgegaan door station Apeldoorn en gevolgd door stopplaats Wenum. Station Het Loo werd geopend op 2 juli 1887 en gesloten op 8 oktober 1950. Bij het station was een statig stationsgebouw aanwezig dat in 1964 gesloopt is.